# 캐머런 매커보이
캐머런 매커보이(영어: Cameron McEvoy, 1994년 5월 13일~)는 오스트레일리아의 수영 선수이다. 2016년과 2020년 하계 올림픽에 오스트레일리아 자유형 계주팀의 일원으로 참가하여 동메달 3개를 획득했고 2024년 하계 올림픽 남자 50m 자유형에서 금메달을 획득했다.